# Нетзер, Зыгмунт
Зыгмунт Нетзер (пол. Zygmunt Netzer; 5 января 1898, Браилов, Российская империя — 23 января 1977, Варшава) — майор Войска Польского, активный участник Варшавского восстания. Полковник Народного Войска Польского, деятель ветеранского движения.

## Учёба и начало военной службы
Учился в гимназии в Житомире, с 1913 был членом тайных Польских стрелковых дружин, с 1914 — тайной Польской военной организации (ПОВ) в Житомире и Киеве. С 1916 учился на математическом факультете Киевского университета. В декабре 1916 призван в русскую армию, окончил ускоренный курс Николаевского артиллерийского училища в Киеве, в июле 1917 был произведён в прапорщики.

## Польский офицер
С октября 1917 продолжал участвовать в деятельности ПОВ, командовал взводом в польском отряде. В 1918 командовал киевскими партизанами в составе лёгкой бригады III Польского корпуса на Востоке, после разоружения которого находился в плену в Киеве.
В 1918—1928 служил в Войске Польском. После краткого обучения в артиллерийской школе в Рембертове, с января 1919 — офицер разведки 8-го полка полевой артиллерии, с ноября 1920 — полковой адъютант в этом же полку, преобразованном в 8-й полк тяжёлой артиллерии. С марта 1921 командовал в нём 8-й, а с июня 1922 — 9-й батареей. В ноябре 1922 переведён в 1-й полк тяжёлой артиллерии, где был командиром 3-й батареи. В марте-октябре 1924 учился на курсах командиров батарей в Торуне, после окончания которых вернулся в свой полк в качестве командира 2-й батареи. С декабря 1925 — начальник унтер-офицерских курсов. В октябре 1926 переведён во 2-й дивизион конной артиллерии, где отвечал за материальное обеспечение. В 1927 произведён в капитаны.
С ноября 1928 — офицер 9-го полка полевой артиллерии. В этом же году его военная карьера завершилась — военным окружным судом в Варшаве 3 декабря 1928 он был приговорён к двум месяцам тюремного заключения и исключению из офицерского корпуса. 12 мая 1930 был помилован указом президента, но в армию не вернулся. В 1930—1939 работал в министерстве финансов в качестве младшего референта.

## Деятель АК
В сентябре 1939 находился в Вильно, добрался до Варшавы, где участвовал в её обороне. С осени 1939 участвовал в подпольной деятельности против немецких оккупантов в рядах Союза вооружённой борьбы, затем Армии Крайовой. Псевдонимы — «Крыска», «Крыска Миколай». С 1942 — помощник инспектора 2-го района Центрального отдела Военной службы повстанческой безопасности. Был организатором и командиром батальона «Нарев».
Во время Варшавского восстания 1944 — командир группировки «Крыска», состоявшей из трёх батальонов. С 1 августа действовал в южной части центра города (в районе площади Трёх Крестов), а с 8 августа — в Верхнем Чернякове. С 5 сентября 1944 — заместитель Яна Мазуркевича («Радослава»), командовавшего повстанческими силами в Чернякове. 12 сентября был тяжёло ранен, 20 сентября эвакуирован на правый берег Вислы, где находилась «просоветская» 1-я Польская армия генерала Зыгмунта Берлинга. 2 октября 1944 был произведён в майоры (посмертно, так как его командование полагало, что Нетзер погиб). До 1945 находился на лечении в госпиталях и санаториях, инвалид войны.

## Участник ветеранского движения
В 1946 произведён в полковники Народного Войска Польского. Участвовал в деятельности Союза участников вооруженной борьбы за независимость и демократию, в мае 1946 — августе 1947 — вице-председатель его воеводского правления в Варшаве. Член Союза инвалидов войны. С 1949 — деятель Союза борцов за свободу и демократию, с 1959 — заместитель председателя его главного правления, а затем член и заместитель председателя высшего совета этой официальной ветеранской организации Польской Народной Республики. Автор воспоминаний о Варшавском восстании.
Похоронен на коммунальном кладбище в Варшаве на участке, предназначенном для бывших солдат группы «Крыска».

## Награды
В Польской Республике награждён Крестом Храбрых (четырежды — 1921, 1922, 1944), Серебряным крестом Военного ордена «Виртути милитари» (1921), Медалью независимости. Имел награды Польской Народной Республики — Крест Грюнвальда III степени, Кавалерский крест и Командорский крест ордена Возрождения Польши.